# 陈维健
陈维健是新西兰华人作家、民运人士，原新西兰《新报》创立者及主编、《北京之春》主编。

## 简介
杭州人。1979年参与民主墙运动，与同道创办《沉钟》杂志。1989年后因参与八九民运遭受过公安部门审查。1991取道香港移民新西兰。1996年，他创办了《新报》并长期担任主编。最初“中国驻奥克兰总领事参赞，周末会拎着酒来聊天，给我们做思想工作：说中共现在比较开放啦，鼓励我们回中国去看看”，之后领事馆透过渠道告诫广告商、各华人社团不要在《新报》“登广告就是反中国”。
后来，亲中共的新西兰《中文先驱报》（Nzherald.co.nz）发表评论称，鄧小平的最大功績就是鎮壓「六四」，因為「六四」鎮壓，才有今天大好形勢，經濟發展，社會富裕，人民幸福等。《新报》与之笔战。《中文先驱报》诉《新报》诽谤《中文先驱报》是中共代理人，用了新西兰最好的律师行之一，最终《新报》败诉，2011年停刊。新西兰另一份受到中共压力的中文报刊《华页》（Mandarin Pages）主编认为，《中文先驱报》模式有点像“用一千万的预算做一百万的生意”。
《新報》與《北京之春》曾有過密切來往。當時《北京之春》首先面臨困境，斷絕了經費資助，《北京之春》就把稿件傳真給《新報》，文稿的電腦輸入都由《新報》承擔。陳維健于是成為《北京之春》的編委，2015年起担任《北京之春》主编。
陈维健认为紐西蘭是西方國家被中共滲透的重災區，中共在紐西蘭兩大政黨都有代理人，國家黨是楊健，工黨是霍建强，無論那個黨獲勝中共都勝。

## 家庭
弟弟陈维民。